# Yoann Jaumel
Yoann Jaumel (ur. 16 września 1987 w Montpellier) – francuski siatkarz, grający na pozycji rozgrywającego, reprezentant Francji. 

## Sukcesy klubowe
Ligue A:
- 2007
- 2014

Ligue B:
- 2012

Superpuchar Francji:
- 2015

## Sukcesy reprezentacyjne
Mistrzostwa Europy Kadetów:
- 2005

Mistrzostwa Europy Juniorów:
- 2006[2]

Igrzyska Śródziemnomorskie:
- 2013

Liga Światowa:
- 2015

Memoriał Huberta Jerzego Wagnera:
- 2015

## Nagrody indywidualne
- 2006: Najlepszy rozgrywający Mistrzostw Europy Juniorów[3]
- 2014: Najlepszy rozgrywający rundy zasadniczej Ligue A w sezonie 2013/2014
- 2015: Najlepszy rozgrywający Memoriału Huberta Jerzego Wagnera